# Aïn Fekan
Ain Fekan là một đô thị thuộc tỉnh Mascara, Algérie. Dân số thời điểm năm 2002 là 10.573 người.